# Феодарії
Феодарії (Phaeodarea) — клас протистів з відділу церкозой (Cercozoa) підцарства різарій (Rhizaria).

## Систематика
Групу традиційно відносили до радіолярій. Згідно з молекулярними дослідженнями 2004 року феодарії не пов'язані з двома іншими групами радіолярій, а натомість їх віднесли до церкозой. Вони відрізняються структурою центральної капсули та наявністю феоду — сукупності частинок відходів всередині клітини.

## Опис
Мінеральний скелет утворений кремнеземом з органічними включеннями. Цитоплазма ділиться на два частини: внутрішньо і позакапсулярну. Центральна капсула скелета з трьома отворами, одне з яких функціонує як клітинний рот. Перед ним у позакапсулярній плазмі знаходиться жовто-коричнева пигментированная маса — феод. Передбачається, що він грає важливу роль в кремнієвому обміні. З двох інших отворів центральної капсули висуваються псевдоподії.

## Спосіб життя
Спеціалізовані глибоководні організми. Біологія вивчена вкрай слабо. Викопних решток практично немає.